# Sepulcro de Alfonso VIII de Castilla y de Leonor de Plantagenet

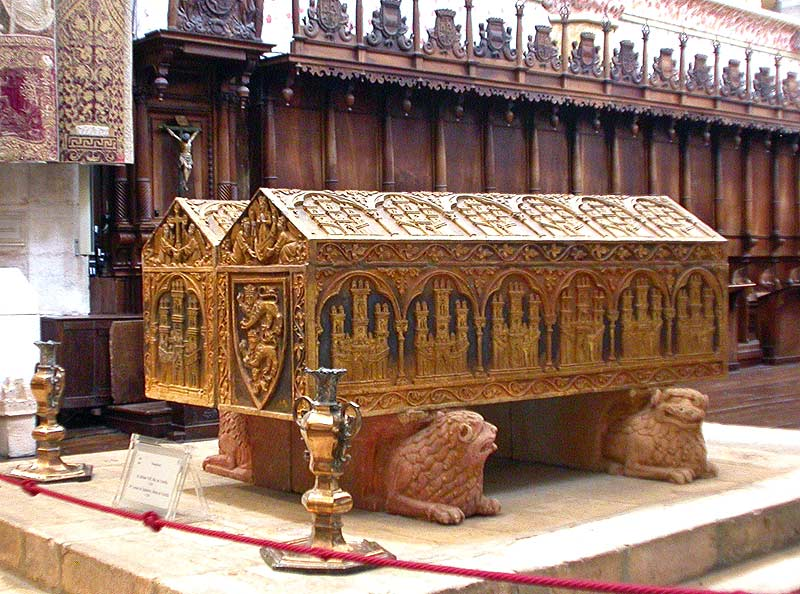
Sepulcro de Alfonso VIII de Castilla y de Leonor de Plantagenet.

El sepulcro de Alfonso VIII de Castilla y de la reina Leonor de Plantagenet se halla en el coro de la iglesia del monasterio de las Huelgas de Burgos, provincia de Burgos (España), y fue labrado a finales del siglo XIII y durante el reinado de su nieto, Fernando III de Castilla.
Alfonso VIII de Castilla falleció del domingo 5 al lunes 6 de octubre de 1214. Su cuerpo fue trasladado a la ciudad de Burgos y sepultado en el monasterio de las Huelgas de Burgos, que él había fundado, y en el que también recibieron sepultura la mayoría de sus hijos, siendo colocado en un sepulcro en una de las capillas de las Claustrillas, nombre con el que se conoce el claustro del monasterio, hasta que Fernando III el Santo, según refiere la tradición del monasterio, ordenó trasladar los restos de su abuelo al coro del monasterio, donde fueron colocados en un sepulcro que ordenó labrar el mismo rey.

## Descripción
El sepulcro que contiene los restos de Alfonso VIII de Castilla se encuentra en la actualidad colocado junto al que contiene los restos de su esposa, Leonor de Plantagenet, formando un conjunto aunque está compuesto de dos sepulcros, y hallándose ambos en la nave central de la iglesia del monasterio de las Huelgas, colocados al principio del coro. Los sepulcros, de piedra caliza policromada, se encuentran colocados sobre un podio de forma cuadrada, realizado en piedra.

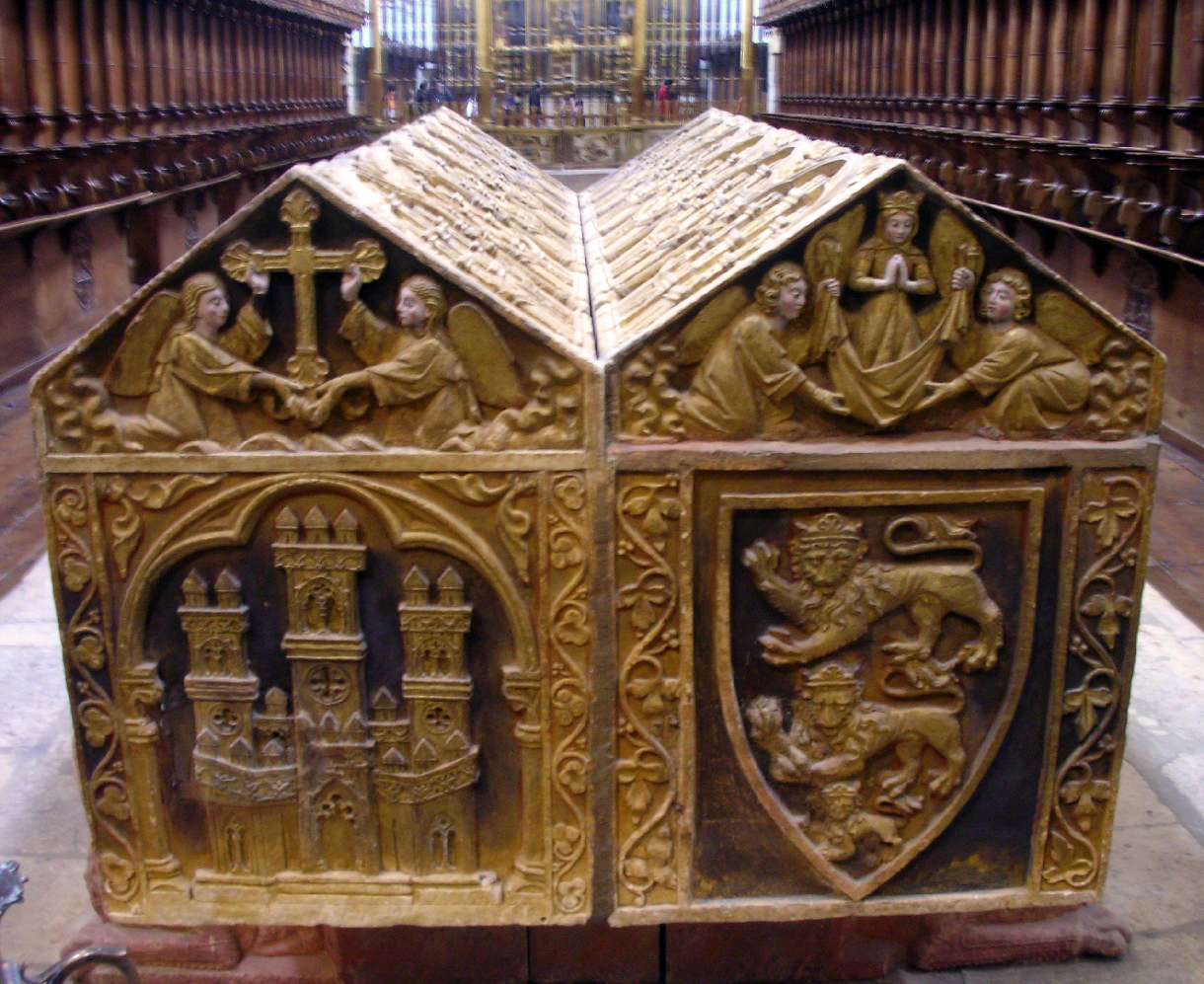
Escudos en uno de los laterales del sepulcro de Alfonso VIII y de la reina Leonor de Plantagenet.

El sepulcro se halla compuesto por dos arcas rectangulares, y que se hallan cubiertas con sendas tapas a dos vertientes, apoyándose ambos sepulcros sobre dos pedestales pétreos rematados en prótomos con forma de felinos fantásticos, afrontados dos a dos, en cada lateral del sepulcro. La decoración de los laterales del sepulcro así como la parte superior de sus cubiertas es idéntica en ambos sarcófagos, aunque en los lados frontales de los sepulcros aparecen los escudos propios de Alfonso VIII en uno, consistente en un castillo incluido dentro de una arquería, y el de su esposa Leonor de Plantagenet, en el que aparecen tres leones coronados y pasantes colocados unos encima de otros, siendo este escudo el propio de la Casa de Plantagenet, a la que pertenecía la reina Leonor.
Los lados frontales de las cubiertas de los sepulcros muestran diferente decoración en cada uno de ellos, apareciendo en la cabecera del sepulcro del rey la imagen sedente del soberano, sentado sobre un trono sustentado por leones, al tiempo que entrega a la primera abadesa, que se encuentra arrodillada a su izquierda, el privilegio de fundación del monasterio de las Huelgas de Burgos, mientras que en el lado frontal correspondiente a los pies del sepulcro del rey se encuentra esculpida una cruz latina sostenida por dos ángeles. En la cabecera del sepulcro de la reina aparece esculpido un Calvario en medio relieve, hallándose el Crucifijo, cuyo tamaño es superior, entre la Virgen y San Juan, mientras que en el lado frontal correspondiente a los pies del sepulcro de la reina aparece representada la subida del alma de la soberana al cielo, apareciendo el cuerpo completo de la reina, en posición frontal y con las manos unidas, y siendo elevada por dos ángeles que sujetan un manto.
Durante la exploración de los sepulcros del monasterio de las Huelgas de Burgos realizada a mediados del siglo XX, se comprobó que el cadáver de Alfonso VIII de Castilla se hallaba momificado, excepto la cabeza, y hecho pedazos, pues los sepulcros del monasterio fueron profanados por las tropas francesas durante la Guerra de la Independencia. Durante dicha exploración se extrajeron del sepulcro del rey diversas prendas de ropa, así como una túnica y una almohada.